# 環毛真寄居蟹
環毛真寄居蟹（学名：Dardanus setifer）为活額寄居蟹科真寄居蟹屬下的一个种。